# Prigione di Burrel
L'Istituto per l'esecuzione delle decisioni penali di Burrel (in albanese Institucioni i Ekzekutimit të Vendimeve Penale Burrel o IEVP Burrel), noto semplicemente come prigione di Burrel, è una prigione statale albanese di massima sicurezza sita nella frazione di Burrel del comune di Mat.
Inaugurata nel 1939, la prigione fu utilizzata soprattutto durante il regime socialista per internare numerosi dissidenti e fu chiusa nel 1992 dopo l'instaurazione della repubblica democratica. La prigione è stata poi riaperta nel 1997 ed è uno dei maggiori luoghi di detenzione del paese, abilitato ad ospitare i condannati all'ergastolo oltre che per delitti legati alla criminalità organizzata. Ha una capienza di circa 172 detenuti.

## Storia
La costruzione della prigione iniziò nel 1938 e fu completata probabilmente nel 1939, sebbene rimase inutilizzata durante l'occupazione italiana dell'Albania. Durante la guerra di liberazione la prigione è stata utilizzata come magazzino dai partigiani comunisti, venendo poi inaugurata nel 1946 come campo di detenzione per gli oppositori politici della Repubblica Popolare Socialista d'Albania.
Un rapporto della Central Intelligence Agency (CIA) statunitense del 1955 riporta che all'interno della prigione vi erano 400 detenuti, dei quali almeno un centinaio di monarchici/zogisti, circa 150 ballisti e altri 150 nazionalisti, perlopiù seguaci di Gjon Markagjoni, Mustafa Kruja e Ismail Vërlaci. Lo stesso rapporto sostiene che fino al 1949 il Sigurimi avrebbe inoltre maltrattato e torturato i detenuti.
Con la caduta del regime socialista, la prigione fu chiusa nel 1992 ma venne riaperta nel 1997.

## Detenuti illustri
- Bessarione (1890-1965), arcivescovo albanese, Primate della Chiesa ortodossa autocefala albanese
- Pjetër Arbnori (1936-2006), politico, scrittore e attivista albanese
- Sokrat Dodbiba (1898-1956)
- Et'hem Haxhiademi (1902-1965), scrittore e attivista politico albanese
- Simon Jubani (1927-2011)
- Kristo Kirka (1883-1955)
- Gjergj Kokoshi (1904-1960), politico albanese, Ministro dell'istruzione dal 1944 al 1946
- Xhevat Korça (1893-1959), politico albanese, Ministro dell'istruzione dal 1941 al 1943
- Kosta Kota (1886-1947), politico albanese, Primo ministro dal 1928 al 1930 e dal 1936 al 1939
- Fatos Lubonja (1951)
- Bashkim Shehu (1955)
- Giuseppe Terrusi (?-1952), banchiere italiano